# Mikołaj Mackiewicz
Mikołaj Mackiewicz (ur. 22 kwietnia?/4 maja 1878 w Borysowie, zm. po 1937) – kapłan prawosławny, nowomęczennik.

## Życiorys
Był synem kapłana prawosławnego. Ukończył szkołę duchowną w Słucku, a następnie seminarium duchowne w Mińsku (w 1899). W 1900 przyjął święcenia kapłańskie i został skierowany do parafii w Poreczach, zaś w 1910 otrzymał stanowisko powiatowego inspektora szkół cerkiewnych i służył jako nieetatowy duchowny w soborze Zmartwychwstania Pańskiego w Borysowie. Następnie został przeniesiony do parafii Trójcy Świętej w Brodowce.
W 1933 został na miesiąc uwięziony; gdy wyszedł z więzienia, jego parafia była już skasowana. Podjął pracę duszpasterską w cerkwi św. Andrzeja w Borysowie. Był tam szykanowany przez NKWD, które żądało od niego przede wszystkim porzucenia kapłaństwa. Ks. Mackiewicz, zamiast jednak w spodziewany sposób zrzec się święceń w czasie głoszenia kazania, zawołał do wiernych, że Bóg z pewnością istnieje. Wskutek tego został zatrzymany 15 sierpnia 1937 i ponownie odmówił zrzeczenia się kapłaństwa. Został wówczas skazany na 10 lat obozu, w którym zmarł w nieokreślonych okolicznościach.
30 kwietnia 1989 został całkowicie zrehabilitowany. 28 października 1999 kanonizowany przez Egzarchat Białoruski Patriarchatu Moskiewskiego jako jeden z Soboru Nowomęczenników Eparchii Mińskiej. Od 2000 jest czczony w całym Rosyjskim Kościele Prawosławnym.